# مونته پولچیانو
مونته پولچیانو (به ایتالیایی: Montepulciano) یک کومونه در ایتالیا است که در استان سیه‌نا واقع شده‌است.

## خصوصیات
مونته پولچیانو ۱۶۵٫۵۸ کیلومترمربع مساحت و ۱۴٬۴۷۶ نفر جمعیت دارد و ۶۰۵ متر بالاتر از سطح دریا واقع شده‌است.

## نگارخانه

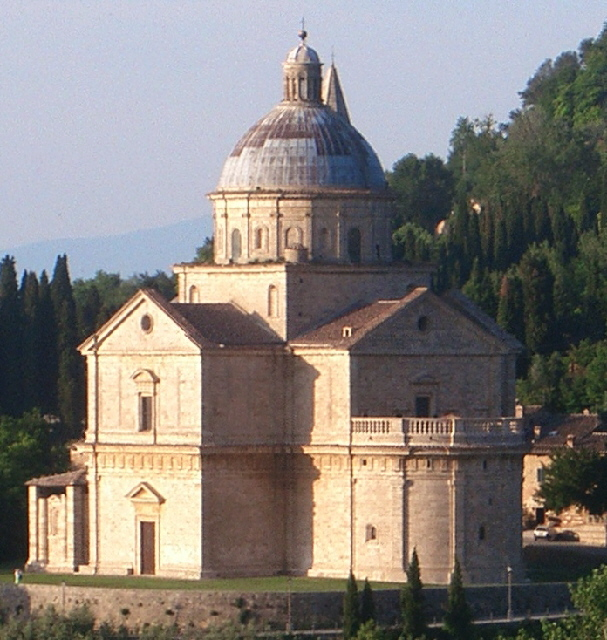
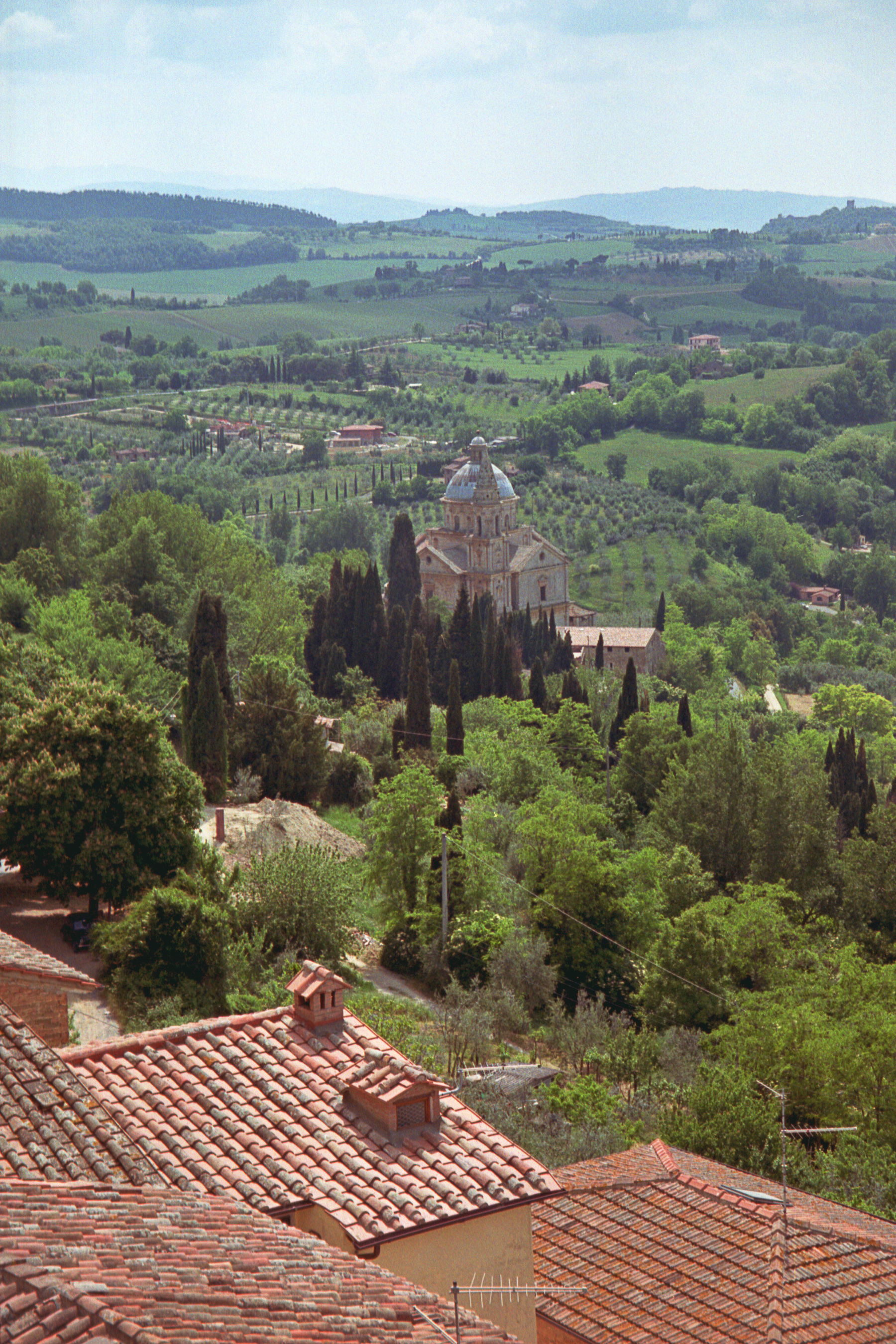
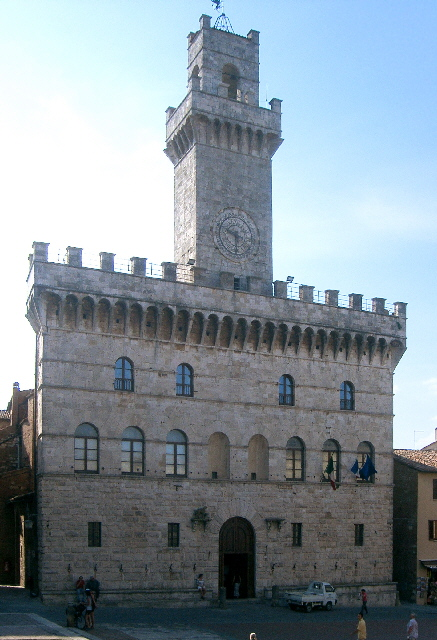
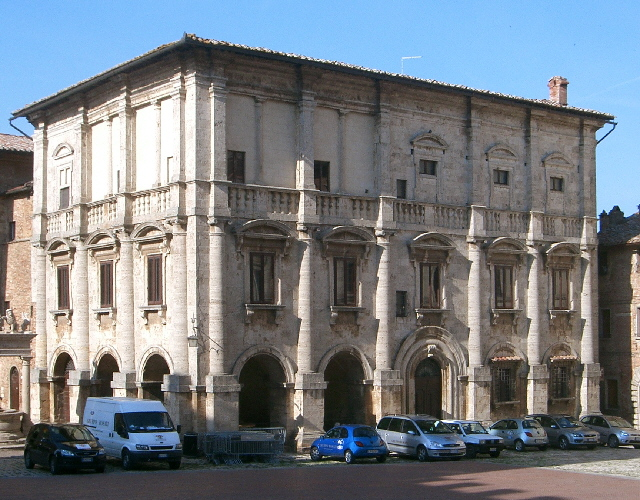
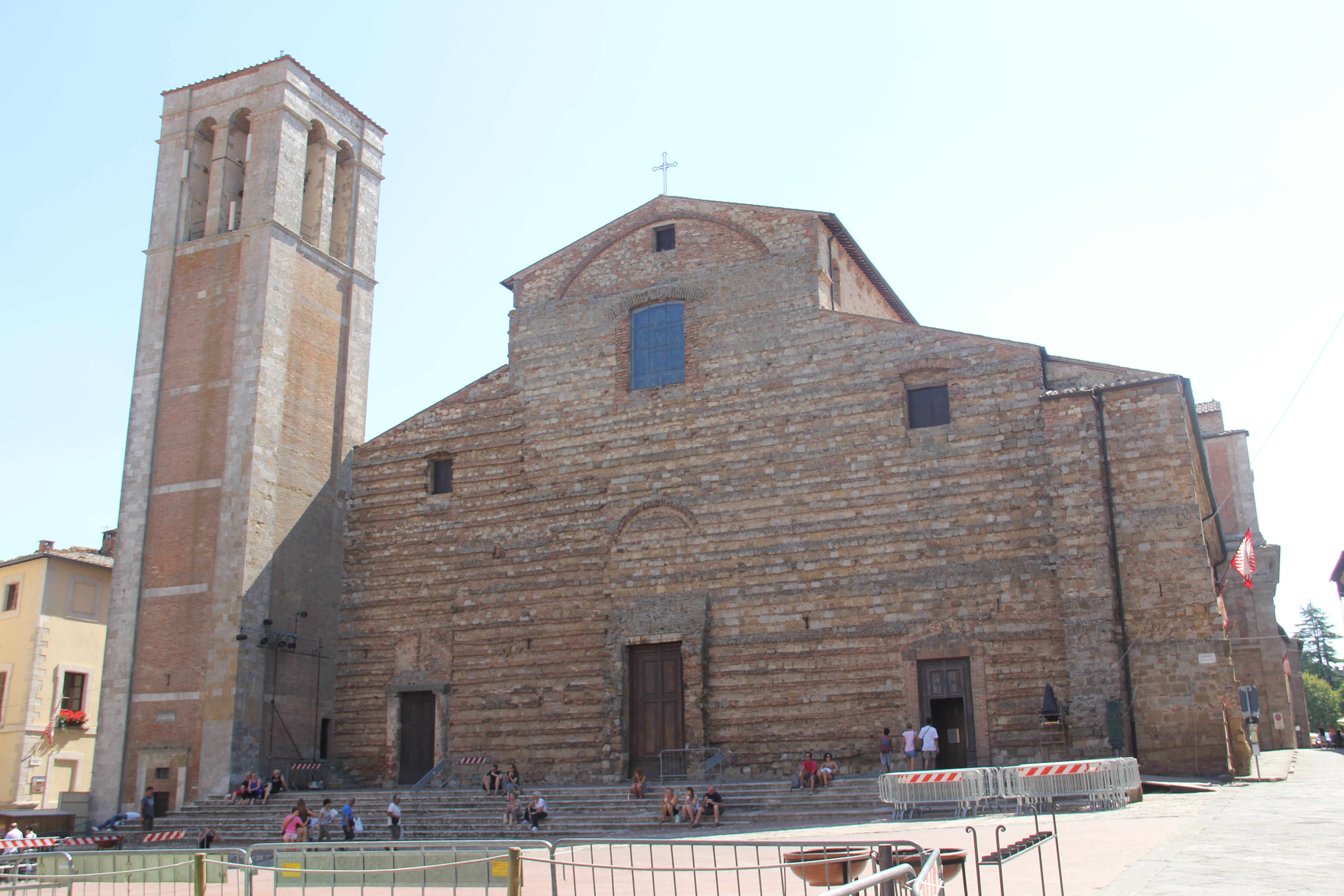